# Tamgås
Denna artikel behandlar tamgåsen. För äkta gäss, se artikeln gäss.

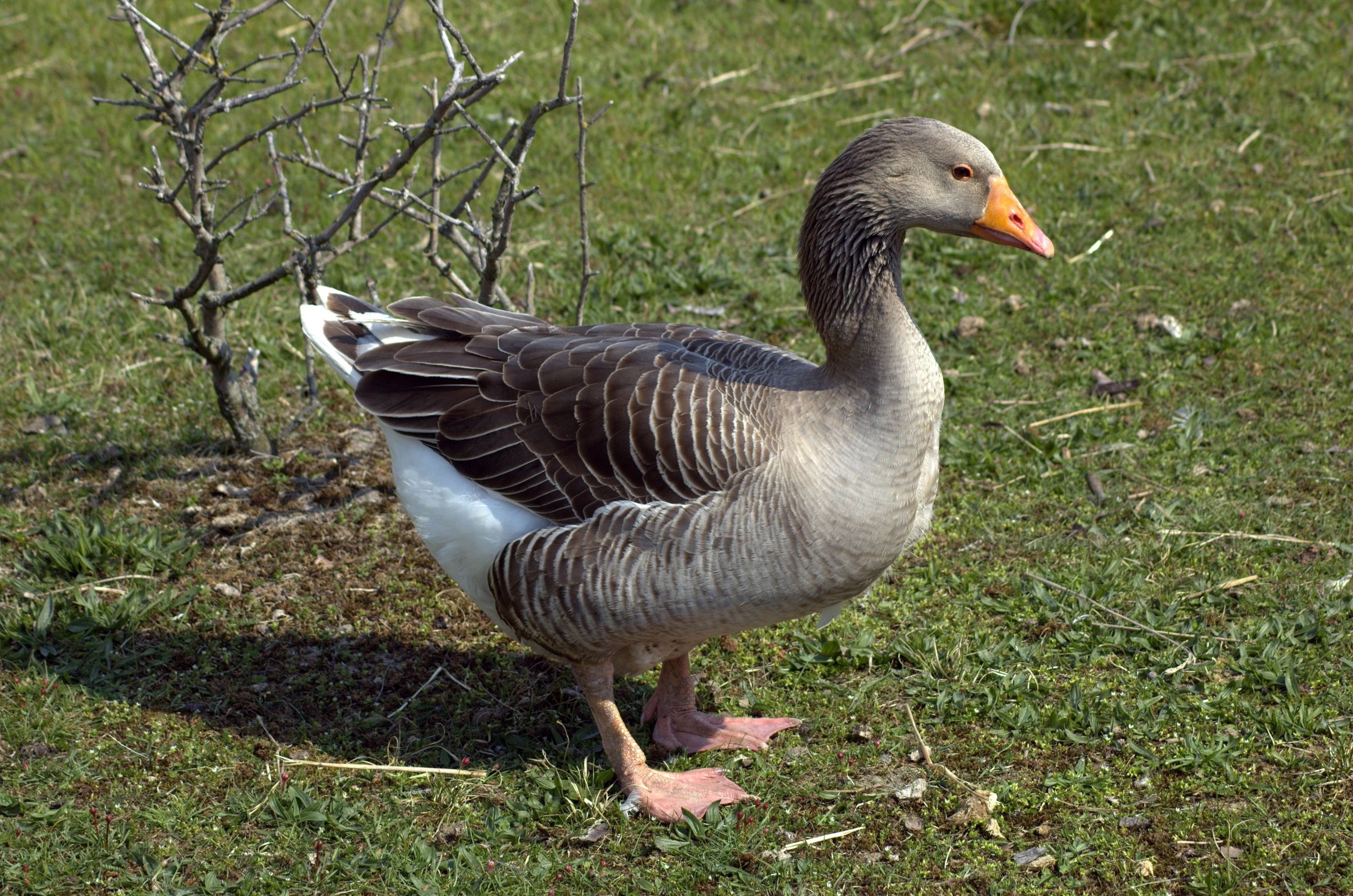
Tamgås

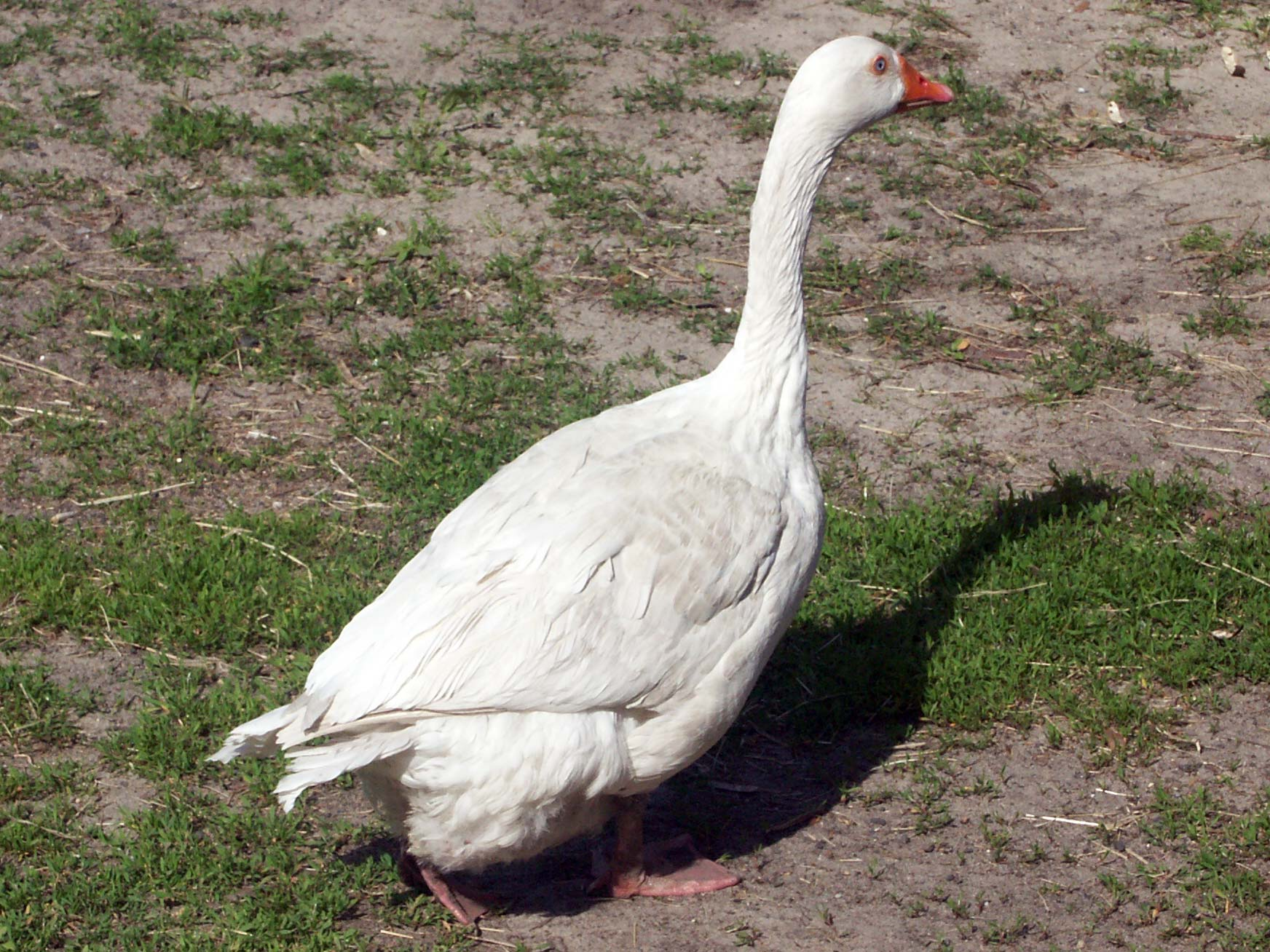
Tamgås

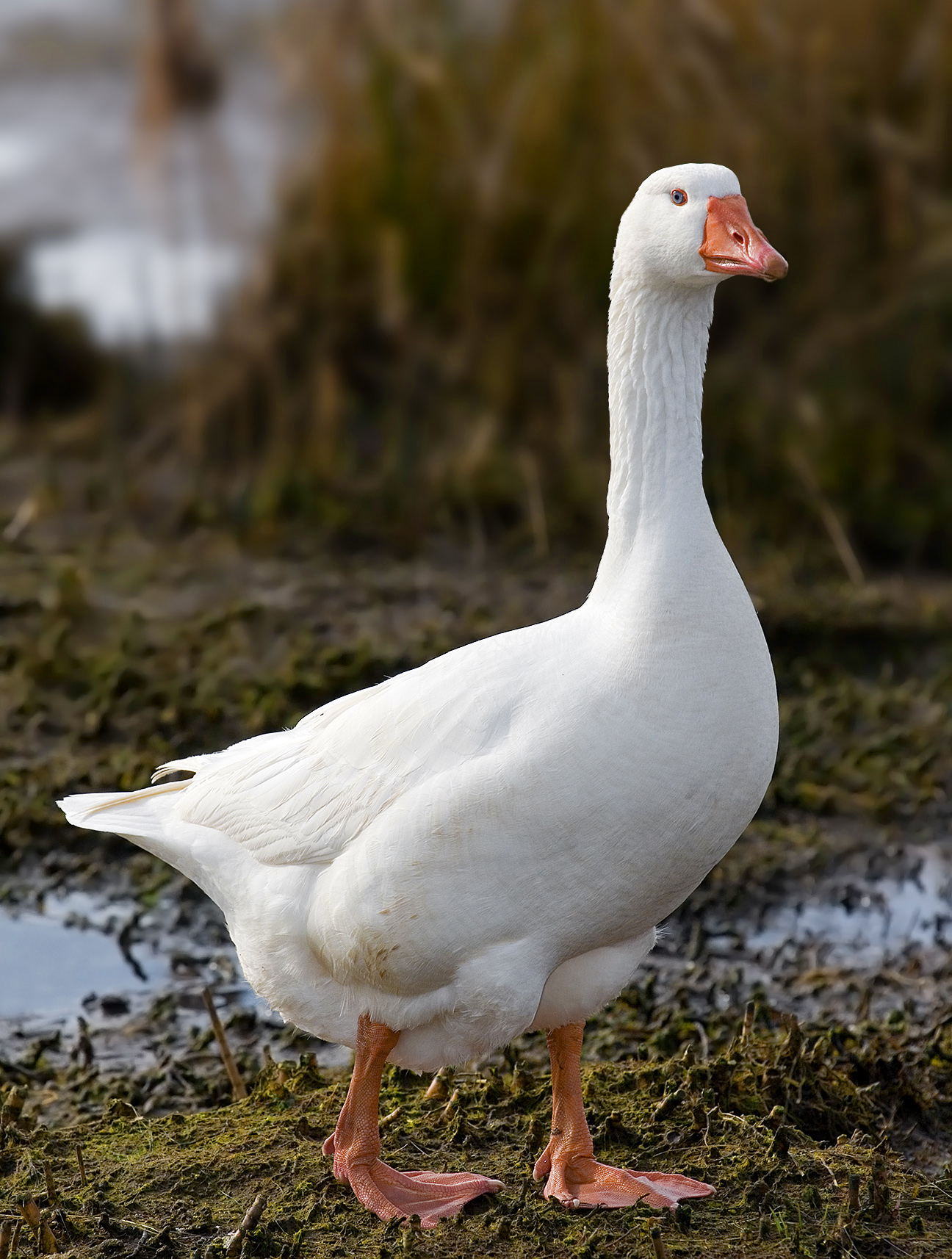
Hane av emdengås - världens största tamgåsras.

Tamgås är den domesticerade formen av gäss och finns över stora delar av världen. De härstammar från grågås eller svangås men har ofta kortare ben och rundare buk än sina vilda släktingar. Domesticeringen av gås har pågått under mycket lång tid och det finns arkeologiska fynd från Egypten som visar att tamgäss förekom för 4000 år sedan. Tamgäss har ofta en fjäderdräkt som går i grått, brunt och vitt. De är också ofta brokigare än vilda gäss.
Tamgås hålls för ägg, dun och kött. I vissa länder, exempelvis Frankrike, används de också för att kunna producera delikatessen gåslever (foie gras). Gåsens fjädrar och dun används för stoppning av exempelvis dynor, kuddar och täcken. Fjädrarna används även vid tillverkning av fjäderpennor och badmintonbollar. I Sverige räknas ofta gås som helgmeny[källa behövs] och i södra delarna av landet är den viktig under jul och Mårtensafton.
I Sverige brukar tamgåsen betraktas som en symbol för Skåne.

## Ursprung
Domesticering av gäss har förekommit under mycket lång tid och det finns arkeologiska bevis för tamgäss i Egypten som är över 4000 år gamla.
De ursprungliga tamgässen i Europa, norra Afrika och västra Asien härstammar från grågås (Anser anser). I östra Asien härstammar de ursprungliga tamgässen istället från svangås (Anser cygnoides). Den senare kallas för knölgås eller ibland för "kinesisk gås". Båda bestånden har under mer sentida perioder introducerats över stora områden, och samtida bestånd i båda områdena, men även på andra håll som Australien och Nordamerika, kan bestå av endera härkomst, och eller av hybrider mellan dem.

## Utseende
Tamgäss är mycket större än sina vilda släktingar och det finns raser som väger upp till 10 kg, vilket kan jämföras med ett maximum av 3.5 kg hos svangås och 4.1 kg hos grågås. Detta påverkar deras kroppsform. De vilda gässen har en horisontell kroppshållning med slank bakdel medan tamgäss har en sattare kroppshållning, kortare ben och mer lagrat fett i bakdelen vilket ger tamgässen en mer upprätt kroppshållning. Detta förhindrar även tamgäss från att flyga. Dock kan de springa och flaxa med vingarna, om de blir uppjagade, och kan då få upp båda fötterna i luften för kortare stunder.
Tamgäss har ofta en fjäderdräkt som går i grått, brunt och vitt. De är också ofta brokigare än vilda gäss.
"Kinesiska gäss" skiljer sig från "europeiska gäss" genom sin knöl på ovansidan av näbbasen. Dock förekommer hybrider som uppvisar olika stora knölar.

## Uppfödning
Tamgäss hålls världen över men uppfödningen är av större ekonomisk betydelse i ganska få länder och gäss hålls i många fall främst för hushållsbehov. Kommersiell uppfödning av gäss sker framför allt i Europa och Asien.
I Europa är Polen, Rumänien och Ungern de länder där uppfödningen av gäss är som störst. Uppfödning i större kommersiell skala finns även i Tjeckien och Slovakien. Kommersiell uppfödning i större skala sker ofta på särskilda gåsfarmer och kan inriktas på kött, dun eller gåslever. Uppfödning av frigående gäss sker i Europa bland annat i Sverige, Ungern, Frankrike, Finland, Polen och Tyskland och är ofta hårt reglerad hygienmässigt. Smittskyddsregler varierar från land till land.[källa behövs] En annan skillnad länder emellan är tvångsmatning, en metod för matning vid produktion av gåslever, som inte är tillåten i alla länder.
I Asien är hållandet av tamgäss viktigt för småbönder. Gässen hålls för köttet och äggens skull och för deras egenskap att vakta och varna och för att de betar vilda gräs och ogräs och hålla tillbaka dessas tillväxt. Kommersiellt intensiv uppfödning av gäss förekommer främst i Kina, Japan och Taiwan. Uppfödning av gäss för fjädrarnas, vilka används till fjäderbollar, och dunets skull är en annan orsak till kommersiella gåsfarmer i Asien, särskilt i Kina, Taiwan, Thailand och Indonesien.
Tamgäss introducerades till Nordamerika med engelska, franska och holländska bosättare och gäss hålls idag på många gårdar i Kanada och norra USA. I Sydamerika dröjde introduceringen av tamgäss tills efter de sydamerikanska länderna blivit självständiga. Främst var det då tyska, engelska och franska bosättare som började ta med sig sina gäss. Uppfödningen av gäss i de sydamerikanska länderna och i andra länder som brukar räknas till Latinamerika har generellt mycket liten ekonomisk betydelse. Gäss hålls mest för husbehov, även om det finns exempel på medelstora mer kommersiella uppfödningar.